# Пярвалка
Пярвалка (лит. Pervalka, нем. Perwelk) — поселок в Литве на Куршской косе. Административно относится к городу Неринга, входит в состав Нерингского самоуправления.

## География
Пярвалка – курортный поселок, в 5 км к северу от Прейлы и в 15 км к югу от Юодкранте, на берегу Куршского залива, в бухте Пярвалка. Северный мыс бухты — Мыс Конский, южный — мыс Пярвалка.
В посёлке сохранились постройки конца XIX — начала XX веков, имеется причал для лодок, тропа к мертвым дюнам и велосипедная дорожка Неринги (12 км до Ниды). Недалеко к северу от Пярвалки находится Серые (Мертвые) дюны. На мысе Конский стоит маяк Пярвалка. Памятник Людвикасу Резе (1975; скульптор Эдуардас Йонушас) стоит на холме Скирпстас, в 100 м к северу от проезжей части. В южной части села находится старое кладбище.

## История

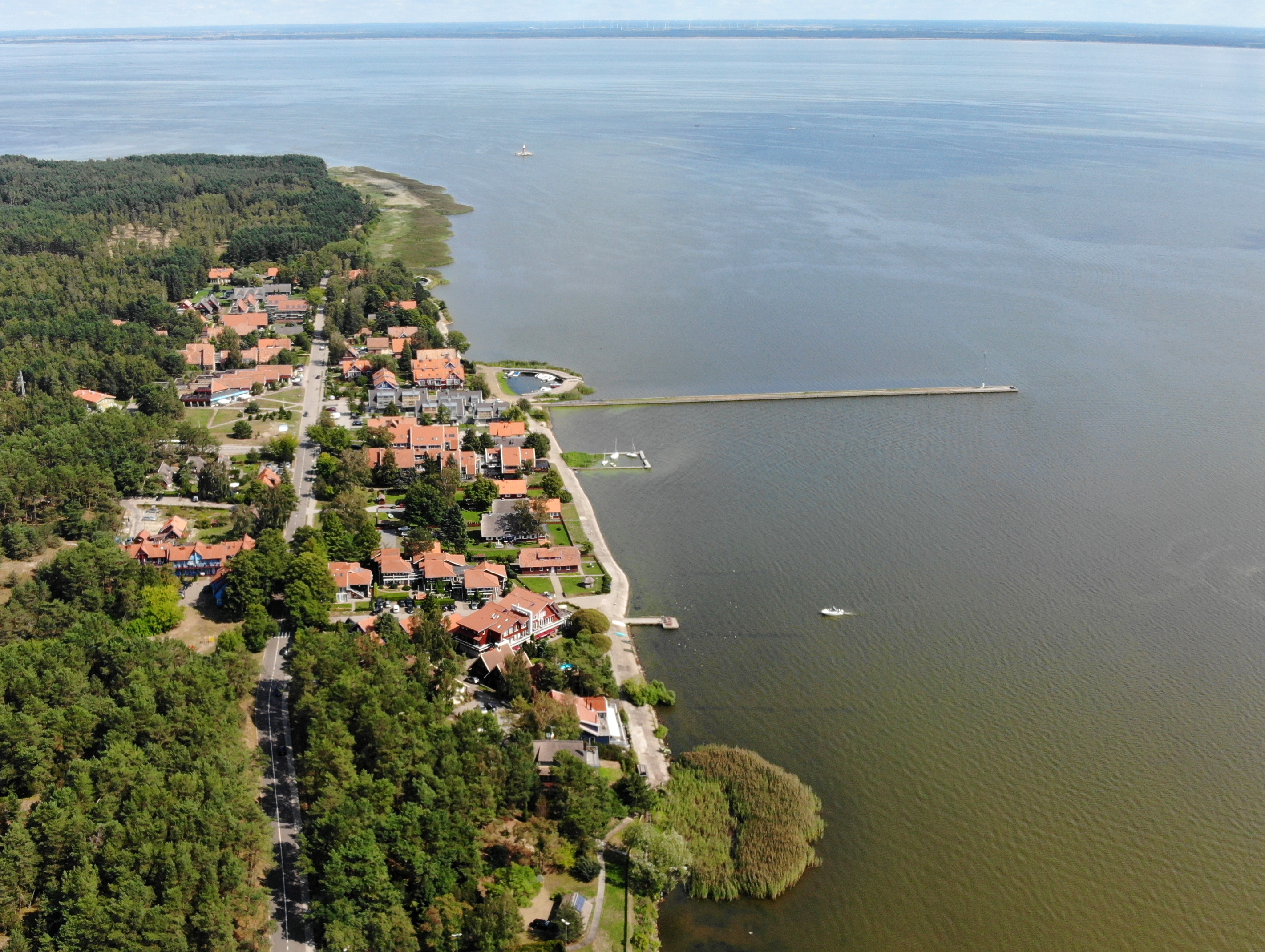
Пярвалка

В начале XIX века на южном берегу мыса Пярвалка, у залива Карвайчяй, находилась деревня Карвайчяй, позже занесённая песком. В 1836-1843 годах жителями занесённого песком села Науйойи Нагляй между мысом Конским и мысом Пярвалка в 1,5 км к югу от нынешнего расположения был основан посёлок Пярвалка. В середине XIX века в посёлке было 5 дворов и 45 жителей, которые в основном занимались рыболовством. В 1871 году домов было 11, жившие в них рыбаки обменивали рыбу на товары первой необходимости на другом берегу залива. В 1880-1881 годах, когда появилась угроза засыпания посёлка песком, жители переехали на 1,5 км к северу, где посёлок и находится по сей день. Около 1895 года началось укрепление дюн. В 1901 году в Пярвалке была открыта школа и построен Пярвалкский маяк.
В 1933 году Пярвалка стала курортом, появились новые дома, небольшой рыбацкий порт, трактир, магазин. В 1945 году практически все жители бежали в Германию и в Западную Европу.
В 1961 году Пярвалка была присоединена к городу Неринга.
С 1990 года Пярвалка в составе независимой Литвы. В курорте многие дома были восстановлены или отреставрированы.  

### Происхождение названия
По одной из версий, поселение было названо так потому, что, когда оно было основано, новым жителям пришлось переселиться (лит. pervilkti) из села Нагляй.
Другая версия происхождения — от литовского слова «pervalkas», что означает сушу между двумя водами, через которую волоком буксируются суда. Именно так рыбаки Куршской косы при смене времен года буксировали свои лодки из моря в залив и обратно.

## Архитектура
Большинство старых построек в Пярвалке находится на главной улице, идущей вдоль берега Куршского залива. Сохранились рыбацкие одноэтажные деревянные дома времён постройки первой половины XX века, с двускатными черепичными и тростниковыми крышами (некоторые из них были восстановлены или отреставрированы во 2-й половине 20 века). Во второй половине XX века построены дома отдыха по проектами архитекторов П. Гречевичюса, В. Гуогиса, В. Макарайтиса, В. Стаускаса. Есть две небольшие пристани и мол.

## Население
| 1847                           | 1871 | 1895 | 1897 | 1905 | 1923 | 1939 | 2010 |
| ------------------------------ | ---- | ---- | ---- | ---- | ---- | ---- | ---- |
| 40                             | 59   | 92   | 92   | 110  | 125  | 176  | 212  |
| Гистограмма динамики населения |      |      |      |      |      |      |      |

## Галерея

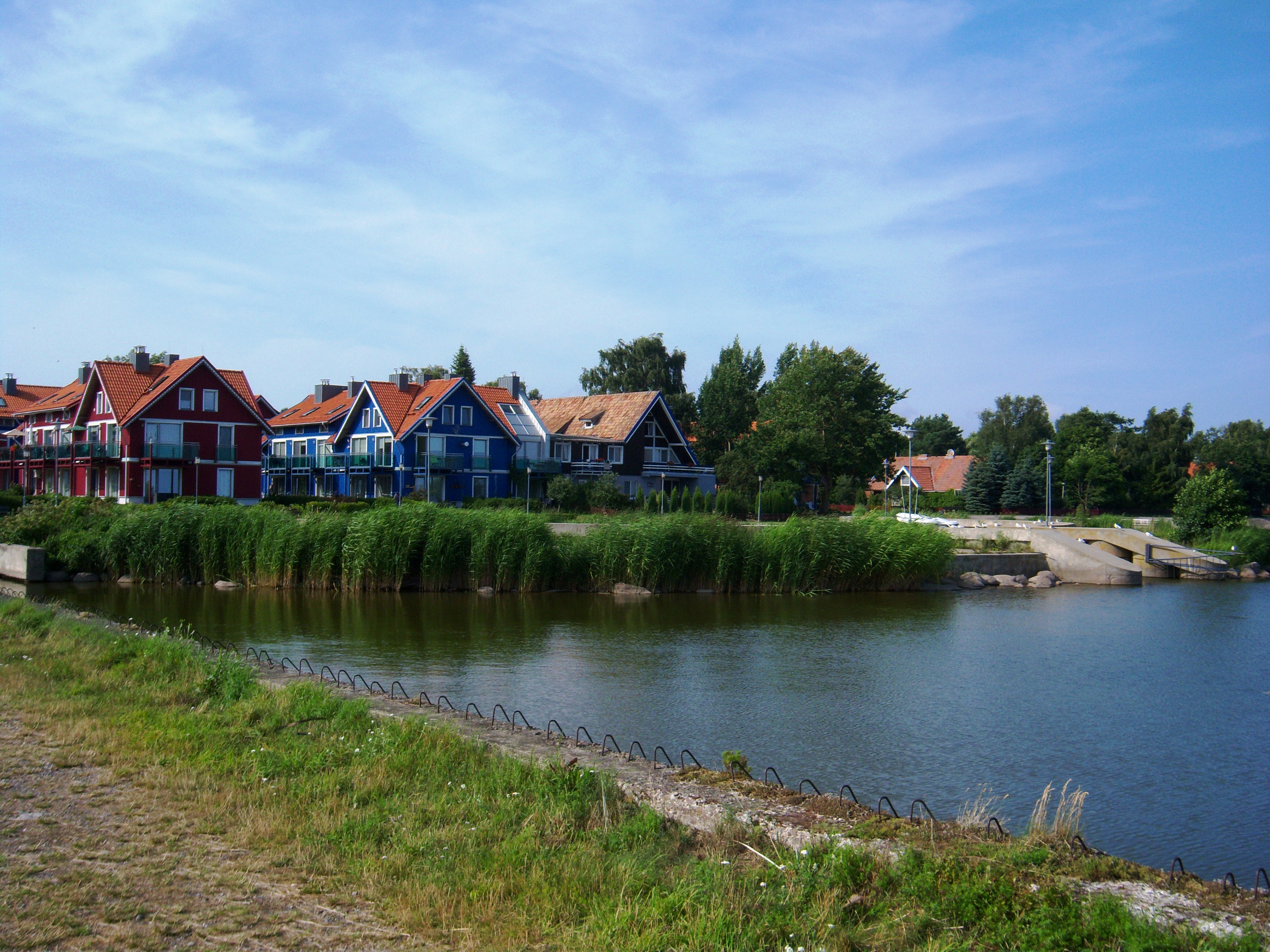
Набережная
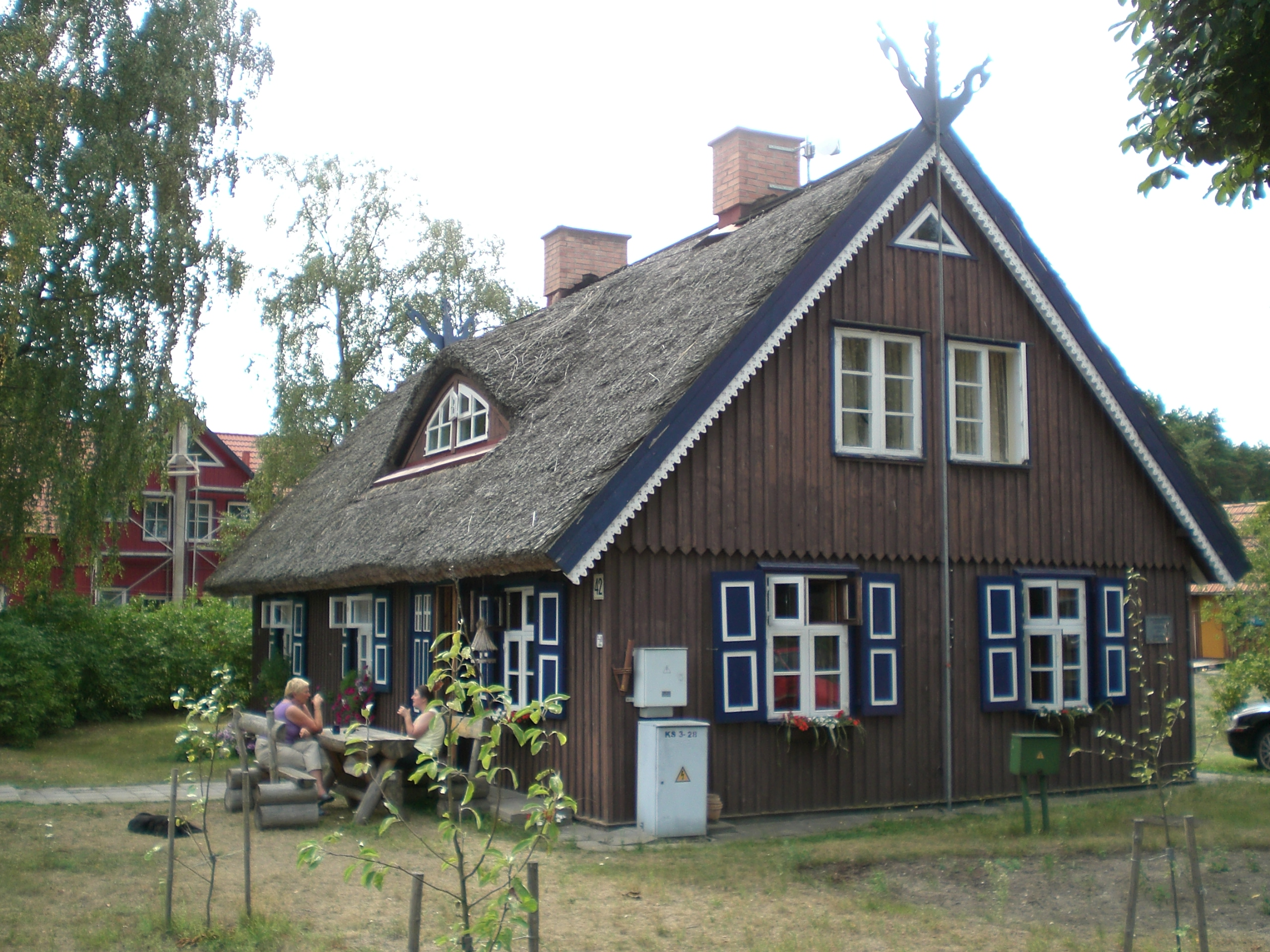
Историческая застройка с типичными элементами декора
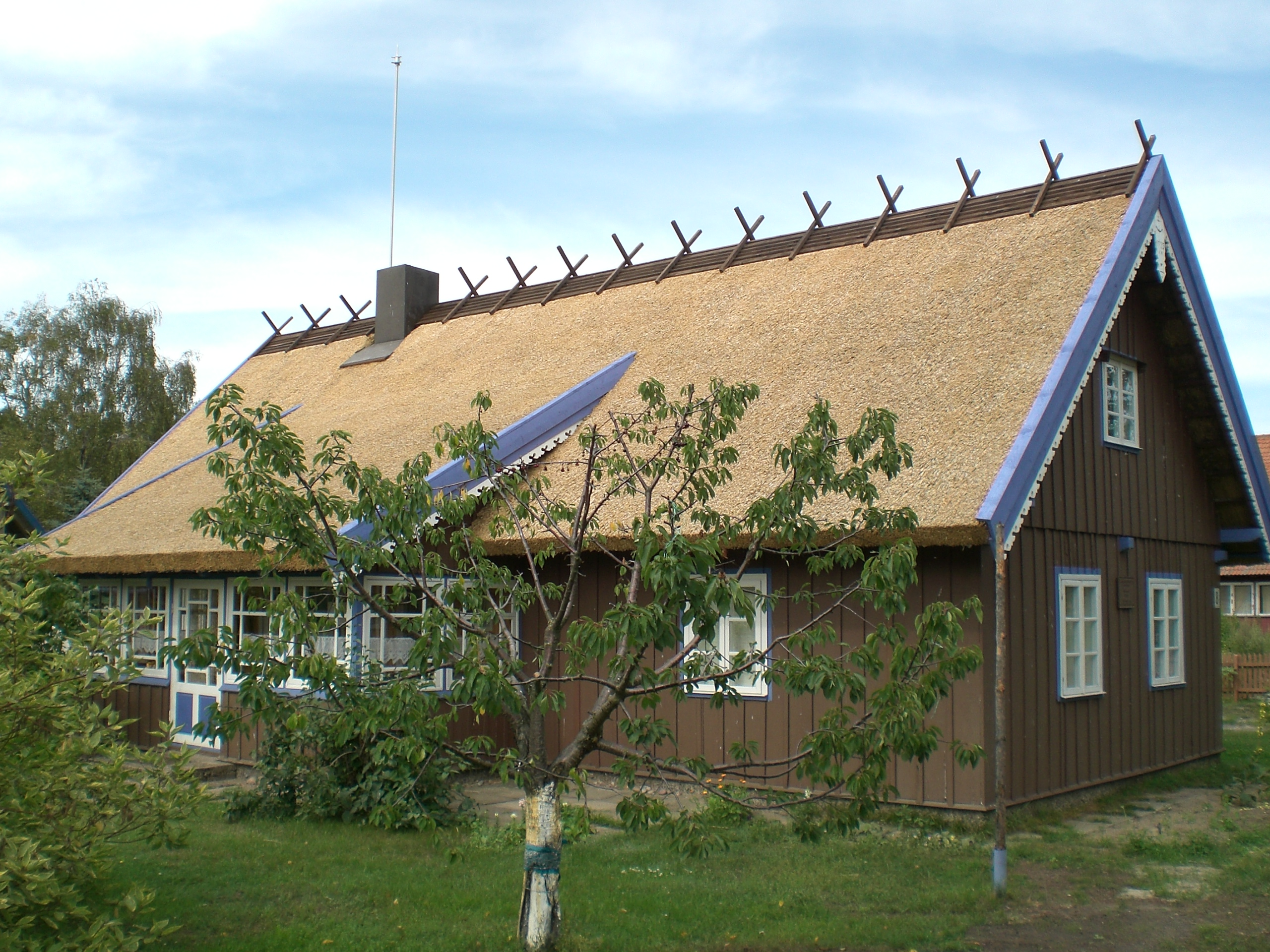
Старая архитектура
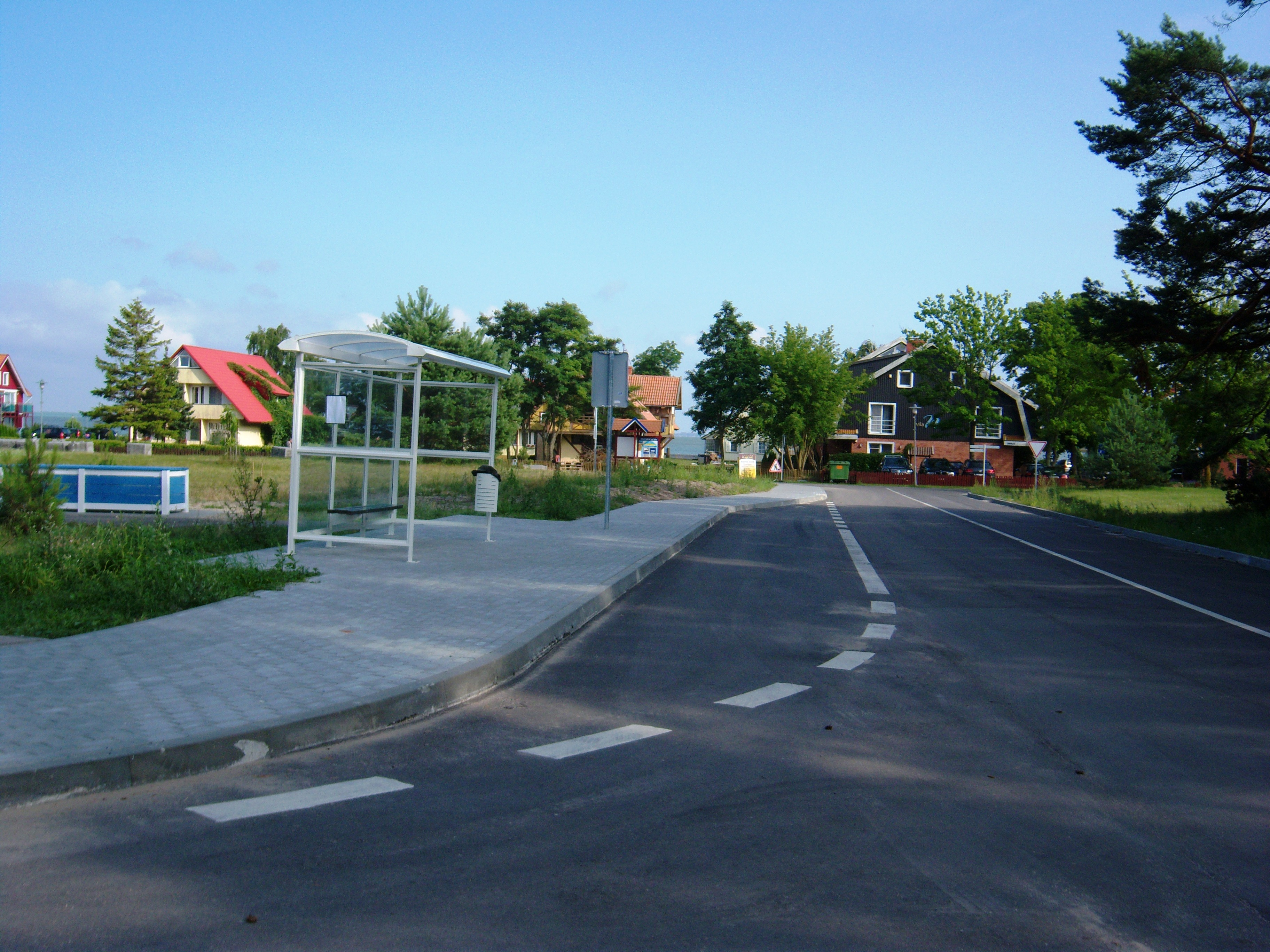
Дорога на Пярвалку
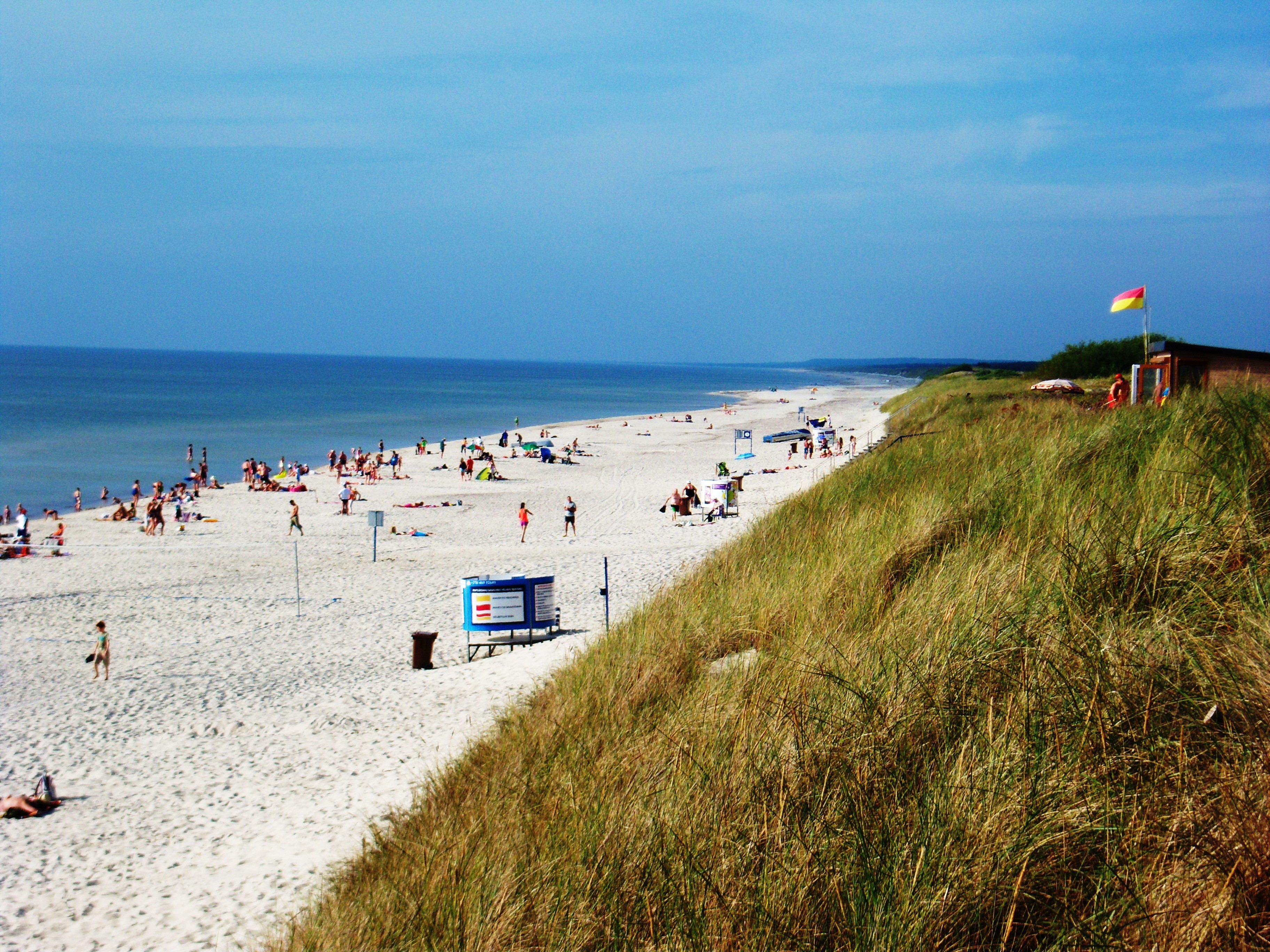
Пляж
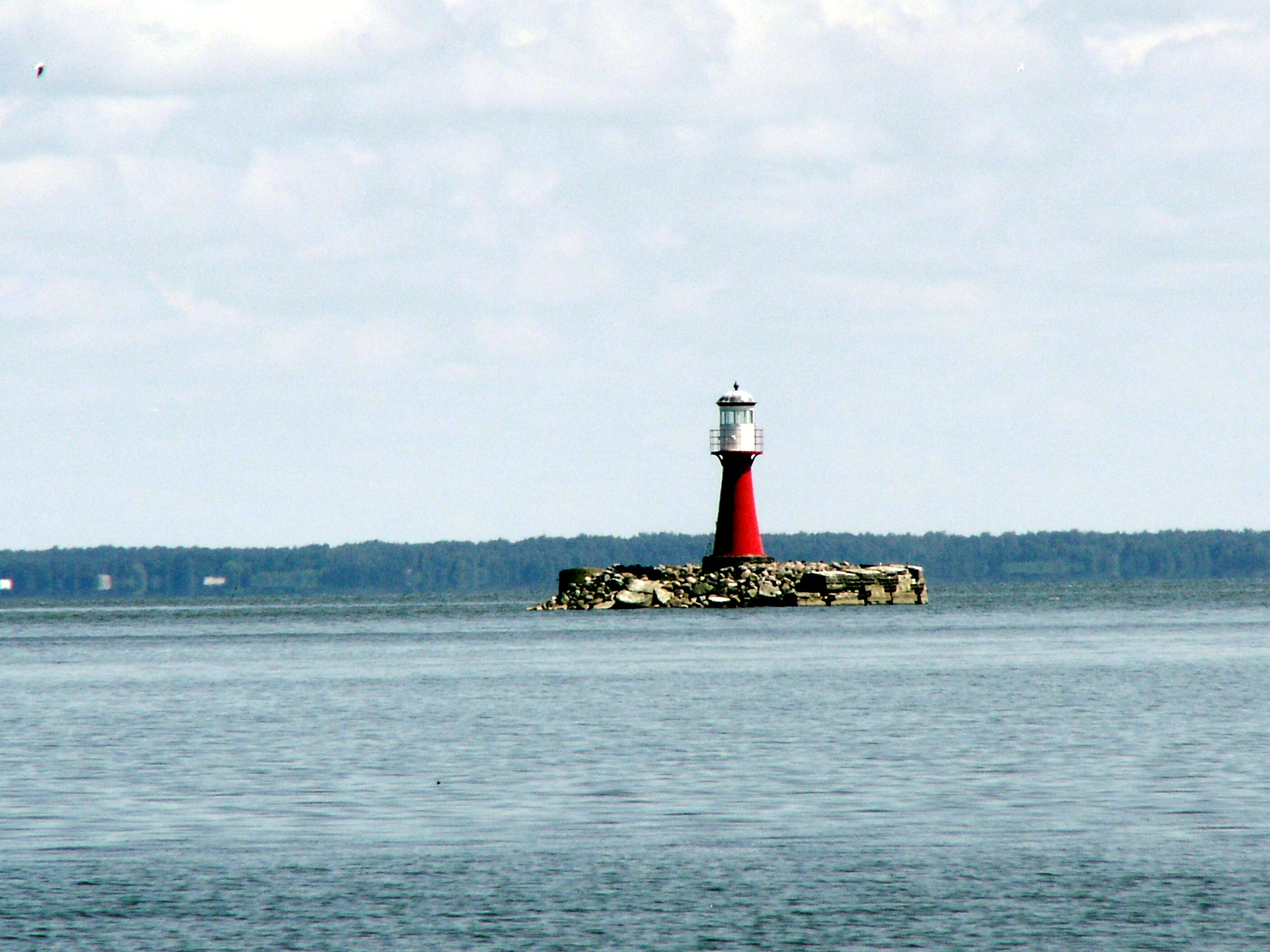
Маяк в Пярвалке